# Topputandningsflöde

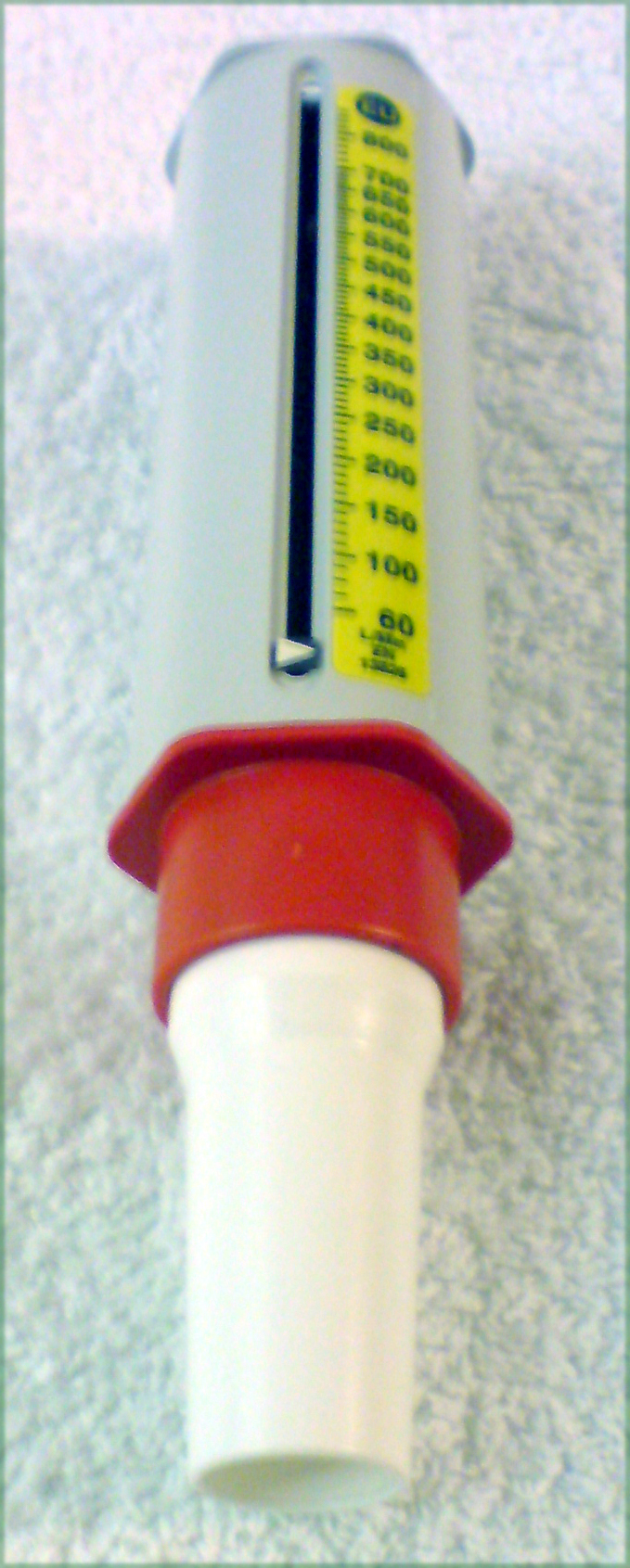
PEF-mätare.

Topputandningsflöde (engelska: peak expiratory flow, PEF) är ett mått på det högsta flödet man kan blåsa ut med. Det mäts i liter/minut eller liter/sekund. Mätningen ingår vid spirometriundersökning och används vid diagnos och uppföljning av lungsjukdomar såsom astma, KOL och cystisk fibros.

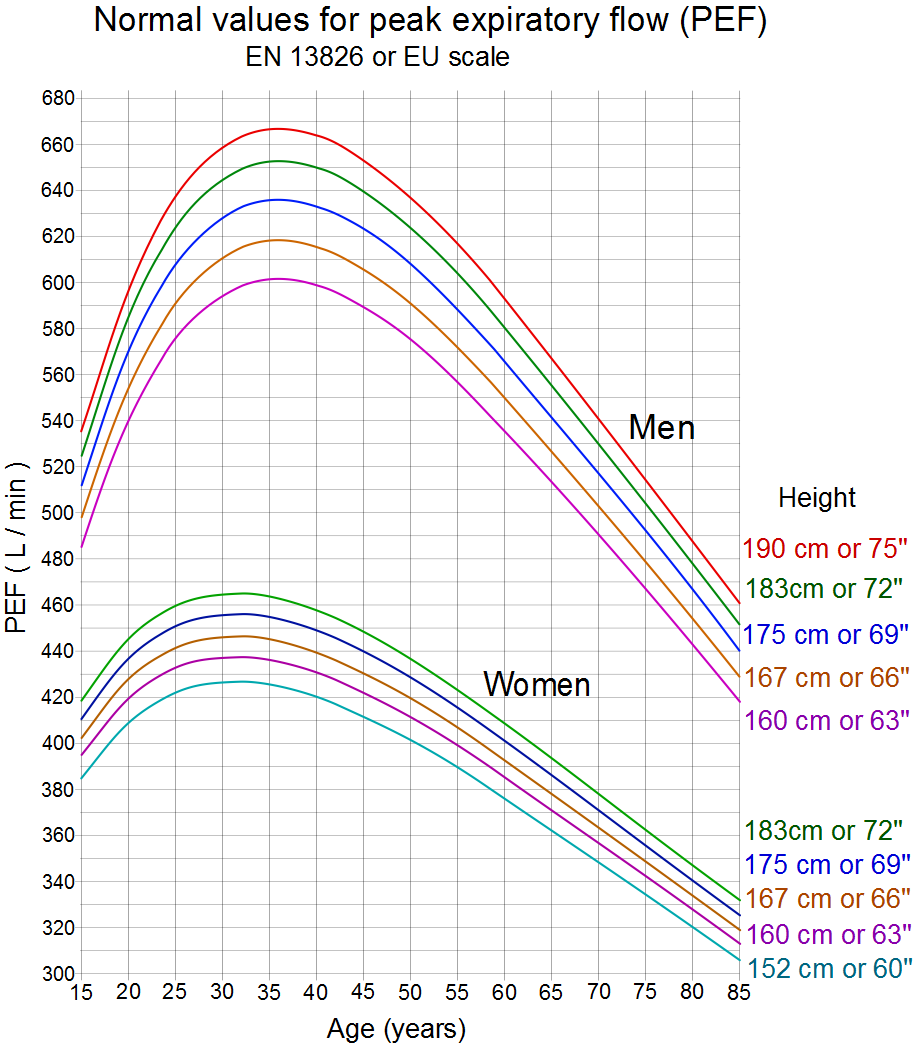
Hur PEF förändras med åldern.